# Repubblica del Texas
La Repubblica del Texas nacque nel 1836 come territorio secessionista dal Messico a seguito della Rivoluzione texana. La repubblica rivendicava territori ora ricompresi nell'odierno stato del Texas, ma anche parti degli odierni stati del Nuovo Messico, dell'Oklahoma, del Kansas, del Colorado e del Wyoming. Cessò nel 1846 con l'annessione agli Stati Uniti d'America.

## Storia

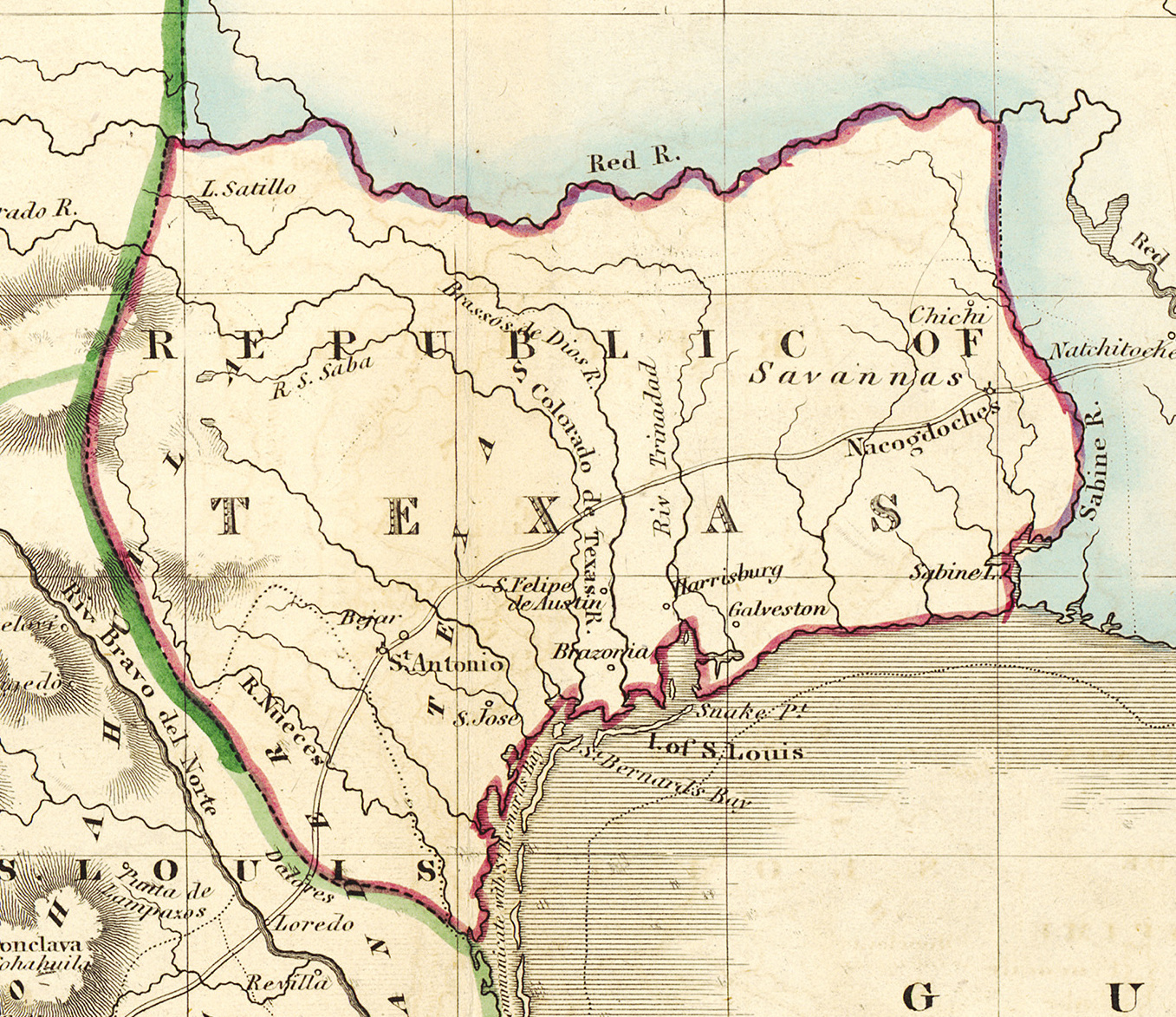
Una mappa di Texas (1836)

L'Indipendenza del Texas fu sancita il 21 aprile 1836 nella battaglia di San Jacinto quando Sam Houston condusse un esercito di 900 uomini alla vittoria contro l'esercito messicano del generale de Santa Anna che venne catturato poco dopo la battaglia. De Santa Anna firmò quindi i trattati di Velasco il 14 maggio 1836, che stabilirono l'indipendenza del Texas. 
David Burnet, presidente ad interim della Repubblica dal 17 marzo 1836, indisse immediatamente dopo la redazione della costituzione le elezioni generali per le cariche amministrative locali e nazionali, il plebiscito sull'approvazione della costituzione e il referendum sull'annessione agli Stati Uniti. 
La Repubblica del Texas fu per i suoi cittadini molto di più di una provincia che, ribellandosi allo stato centrale dal quale dipendeva, si era resa fortunosamente indipendente e che pertanto necessitava di numerosi appoggi esterni per sopravvivere; per i texani il Texas era una vera e propria nazione, con pari dignità di fronte a tutte le altre e con le stesse potenzialità, e la nazione texana era disposta a dimostrarlo competendo con gli altri stati in prestigio, ricchezza, sviluppo.
I leader texani sapevano che per tentare la strada del mantenimento dell'indipendenza, un'idea senz'altro allettante, il Texas partiva molto svantaggiato, essendo totalmente privo di un apparato politico e amministrativo stabile, con una società civile ancora tutta da costruire e con numerose teste calde al suo interno che, ancora eccitate dall'indipendenza, avrebbero potuto tentare di tutto. 
Oltretutto Burnet, dimostrando di amare la sua terra più di ogni altra cosa al mondo, compì il primo grande gesto per salvare il Texas dalla rovina, poiché abbandonando ogni velleità ed ambizione politica lasciò vacante la sua poltrona di presidente, invitando caldamente tutti i texani, con la Bibbia in una mano e la pistola nell'altra, a scegliere come suo successore il generale Sam Houston, capo ed eroe della Rivoluzione che, in virtù dei suoi meriti e delle sue doti personali, era l'unico che potesse traghettare incolumi i texani verso un futuro meno incerto.
I risultati di quella prima tornata elettorale, che videro eletto Sam Houston nuovo presidente della Repubblica del Texas il 5 settembre 1836  (entrato in carica il 22 ottobre), ratificata la costituzione e scelta l'annessione agli Stati Uniti, cominciarono a dare un po' d'ordine alla caotica condizione in cui versava la neonata Repubblica e stabilirono importanti punti fermi, come ad esempio quello dell'annessione, ai quali i politici texani avrebbero dovuto strettamente attenersi.
Ma la presidenza di Andrew Jackson, al di là dei legami personali con Sam Houston, fu costretta ad intraprendere una politica fortemente moderata e prudente nei confronti del Texas. Infatti Francia ed Inghilterra non vedevano di buon grado l'annessione agli USA di una così vasta porzione di territorio, mentre il Messico considerava ancora il Texas come una sua provincia ribelle e pertanto non ammetteva intrusioni nella sua politica interna se non a costo di una guerra.
Al Congresso avversavano il Texas tutti i deputati e i senatori degli stati non-schiavisti, i quali categoricamente si rifiutavano di consegnare ai loro avversari, in un momento in cui il dibattito sullo schiavismo si stava facendo infuocato, un territorio aperto alla schiavitù grande quanto 1/3 dell'intera Unione.
Quanto all'opinione pubblica statunitense, essa era decisamente contraria all'ingresso del Texas nell'Unione, visto che i texani, considerati un popolo di bruti e di avanzi di galera, godevano di fama pessima ovunque e la rivoluzione texana era passata agli occhi del popolo statunitense come una criminosa insurrezione di avventurieri, speculatori terrieri e proprietari di schiavi che volevano accaparrarsi con la forza terre non di loro proprietà, tanto che al Congresso una cordata di deputati propose di punire il Texas ribelle con un embargo doganale. Pertanto la notizia del riconoscimento della Repubblica da parte degli Stati Uniti, avvenuto nell'ultimo giorno da presidente di Andrew Jackson (marzo 1837), suscitò tra la gente più un senso di freddezza che non di giubilo.
La gente del Texas invece di rassegnarsi fece leva sul suo tanto autocelebrato esprit de corps e, ricordando le imprese dei suoi eroi, si preparò all'idea di una Repubblica del Texas per sempre sola e indipendente mentre Houston e il suo esecutivo lavoravano alacremente per dare maggiore concretezza alla cosa sul piano politico e diplomatico: ambasciatori e incaricati d'affari furono inviati in Francia, in Inghilterra, nell'Europa continentale al fine di stipulare accordi commerciali e ampliare e incrementare le relazioni diplomatiche della Repubblica con le potenze europee.
I temi del tradimento del Texas e della sua gente da parte degli Stati Uniti e la convinzione di poter essere nazione indipendente animarono vivacemente la campagna elettorale per le elezioni presidenziali del 1838 ed evidentemente gli elettori si convinsero della validità di queste argomentazioni, poiché dalle urne uscì vincitore Mirabeau Buonaparte Lamar, vicepresidente dell'amministrazione Houston, il quale fondava il suo intero programma politico sulla rinuncia all'annessione agli Stati Uniti.
Visto tutto questo e soprattutto l'opinione degli elettori, il Congresso texano in una storica seduta dell'ottobre 1838 votò a forte maggioranza il ritiro della richiesta di annessione del Texas agli Stati Uniti.
La caparbietà di Antonio López de Santa Anna, presidente del Messico, che fino all'ultimo continuò a considerare il Texas come una provincia ribelle, e le continue provocazioni militari e diplomatiche di Città del Messico crearono in Texas un difficile clima di tensione e nevrosi collettiva che si allentò soltanto dopo l'avvenuta annessione agli Stati Uniti. Ma se si escludono i bellicosi rapporti col Messico, i texani, dalla loro entrata nella comunità internazionale, seguirono un rigoroso ma disteso protocollo nelle loro relazioni con le altre nazioni, che prevedeva prima il riconoscimento del Texas come nazione e poi la firma di una serie di vantaggiosi accordi economici.
Questa linea diplomatica era accompagnata dalla continua preoccupazione di crearsi nel mondo una buona reputazione, di presentare al meglio il carattere nazionale texano e di diffondere una buona immagine del Texas degna di una grande nazione. Proprio perché si pensasse subito bene dei texani e se ne lodasse la magnanimità a dispetto delle voci negative e infamanti che circolavano sul loro conto, Houston decise di salvare la vita a Santa Anna e di farlo tornare in Messico sano e salvo.
Alle seconde elezioni presidenziali, quelle del 1838, fu la costituzione stessa a impedire a Houston di riaccedere alla presidenza, poiché un presidente non poteva succedere a se stesso, ma probabilmente sarebbe stato comunque battuto da Lamar, poiché la stragrande maggioranza dei Texani aveva identificato il proprio orgoglio nazionale con le idee espansionistiche ed imperialistiche di Lamar.
Il primo atto ufficiale del nuovo presidente Lamar, per dimostrare la potenza ed aumentare il prestigio nazionale del Texas, fu quello di creare una commissione che aveva il compito di scegliere il luogo più adatto sul quale edificare una nuova capitale tenendo conto che questa capitale dovesse essere collocata il più possibile ad ovest dato che un giorno probabilmente il Texas avrebbe dominato sul Nuovo Messico e la California. La commissione esplorando la regione a nord di San Antonio scelse una località collinare sul fiume Colorado, nota allora come Waterloo e ribattezzata per l'occasione Austin in onore del padre del Texas morto nel dicembre del 1836 quale segretario di stato della prima amministrazione Houston.
Sul fronte della politica estera Lamar e il suo entourage tentarono più volte d'intavolare negoziati con Santa Anna ma il presidente messicano continuava a respingere ogni tentativo di accordo; alla fine, su decisione del consiglio di gabinetto, nel dicembre 1840 il vicepresidente texano David Burnet presentò al Congresso la richiesta di una dichiarazione di guerra al Messico che prontamente venne stilata e approvata. Le offensive del '39 contro i Cherokee e quelle del '40 contro i Comanche avevano svuotato però le casse dello stato e naturalmente non poteva esserci nessuna guerra senza il denaro necessario a reclutare e mantenere un esercito.
Mentre l'esecutivo coltivava i suoi sogni di trionfi militari i cittadini cominciavano a essere scontenti dell'insicurezza della Repubblica e il trasporto con il quale avevano accolto le tesi nazionalistiche di Lamar andava affievolendosi di fronte alla cruda realtà, tanto che la maggior parte dei deputati al Congresso cominciò a pensare che imbastire una guerra col Messico fosse pura follia, vista la grave situazione di bilancio e lo scarso appoggio popolare e pertanto nel gennaio del 1841 la dichiarazione di guerra fu ritirata.
Lamar però era deciso a tutto pur di avere Santa Fé e così reclutò personalmente i volontari della spedizione assumendo su di sé ogni tipo di responsabilità. Grazie a privati appoggi finanziari venuti dagli Stati Uniti Lamar riuscì a reclutare circa trecento uomini tra banditi, pistoleri, cacciatori di taglie e avventurieri che nel giugno del 1841 partirono da Austin alla volta di Santa Fé.
Ma le 1.300 miglia di cammino, l'arsura del deserto, gli attacchi degli animali selvaggi e gli assalti delle bande indiane stremarono il contingente Texano che, quando arrivò a Santa Fe, trovò ad aspettarlo un reparto scelto di dragoni messicani ai quali si arrese senza nemmeno sparare un colpo. Quando ad Austin giunse la notizia del fallimento della spedizione il Congresso si riunì d'urgenza in sessione straordinaria e mise in stato d'accusa il presidente per aver abusato delle sue prerogative costituzionali dopodiché votò l'impeachment di Lamar e decretò la revoca del suo incarico presidenziale.
Successore di Lamar a furor di popolo fu di nuovo Sam Houston il quale, installatosi alla presidenza nel dicembre del 1841, ereditava dal suo predecessore un Texas ancora convinto di poter divenire una potenza continentale ma con un bilancio statale che in tre anni aveva accumulato un passivo di 4 milioni di dollari. Houston pertanto dovette, come primo atto del suo mandato, richiamare all'ordine il Congresso che poco prima che il nuovo presidente fosse entrato in carica aveva approvato una mozione che dichiarava come appartenenti al Texas gli stati messicani del Chihuahua, del Sonora, del Nuovo Messico e le due Californie e parti dello stato di Tamaulipas, Coahuila, Durango e Sinaloa vale a dire quasi la metà dell'intero territorio della Repubblica Messicana.
Di fronte ai deputati, ma rivolgendosi all'intera nazione, spiegò le ragioni del suo veto facendo notare senza mezzi termini che il Texas non possedeva né le finanze né la forza militare né le capacità organizzative per difendere, gestire ed amministrare un territorio addirittura più grande degli Stati Uniti e che se il Texas voleva sopravvivere doveva abbandonare ogni velleità imperialistica e organizzare una solida difesa per poter fronteggiare il nemico e respingere i tanto temuti attacchi messicani.
Nel febbraio 1842 e ancora nel settembre dello stesso anno truppe messicane, al comando del generale Rafael Vásquez, varcarono il confine col Texas senza incontrare alcuna resistenza e devastando tutto ciò che incontravano sulla loro strada marciarono su San Antonio e la occuparono; dopo però aver issato la bandiera messicana sul municipio i militari si ritirarono dalla città e se ne tornarono al di là del Rio Grande.

La "Burnet Flag", bandiera della Repubblica del Texas dal 1836 al 1839

Queste provocazioni volevano essere soltanto un atto dimostrativo voluto da Santa Anna per spaventare ed intimidire i texani, mostrando tutta la debolezza della loro nazione di fronte alla potenza messicana e naturalmente Houston inviò alla nazione messaggi secchi e indignati promettendo ai cittadini una guerra senza quartiere al Messico se solo avesse osato attaccare la Repubblica ma il presidente texano era ormai cosciente del fatto che senza l'aiuto statunitense, sia militare che economico, il Texas non avrebbe potuto organizzare una controffensiva efficace.
Il popolo però non condivideva le amare conclusioni di Houston e tanto meno il Congresso che in giugno preparò una nuova dichiarazione di guerra al Messico e mise in vendita dieci milioni di acri di terra demaniale il cui ricavato sarebbe servito per sostenere le spese per il reclutamento di un esercito che avrebbe dovuto attaccare il Messico; Houston però appose un altro fermo veto a questa decisione ricordando drammaticamente ai deputati che il Texas si trovava in una condizione talmente disastrosa da un punto di vista finanziario e strategico che l'unica possibilità di opporsi al Messico era quella di tentare una strenua difesa e che l'unico esercito che il Texas si poteva permettere di avere era la milizia volontaria.
Gli eventi del '42-'43 e le dure umiliazioni militari subite infersero un duro colpo alle pretese nazionali e nazionalistiche dei Texani ma nulla di comparabile al diffondersi della notizia che alcuni rapporti dell'intelligence statunitense, passati a Houston dalle autorità di Washington, riferivano che Santa Anna, una volta domata la rivolta in Yucatán, era intenzionato a chiudere la questione Texas con una invasione in forze per terra e per mare.
La popolazione fu presa dal panico e stavolta, finalmente conscia delle reali possibilità della nazione e delle capacità militari messicane, cominciò ad intravedere la fine del sogno nazionale e a temere la tremenda politica di reazione che Santa Anna avrebbe adottato una volta piegato il Texas. Il presidente Houston però non si fece contagiare dall'isteria collettiva e tentò di giocare l'ultima carta possibile per tentare di salvare il Texas: l'annessione agli Stati Uniti.
Il rovesciamento di sorte per il Texas e il rinnovato interesse dei texani per l'annessione coincisero negli Stati Uniti con il diffondersi dell'idea che il destino dell'Unione fosse l'espansione continentale e quindi il Texas non poteva restare separato da questo disegno anche perché una nazione confinante così aggressiva e orgogliosa, magari finanziata e sostenuta dall'Inghilterra, poteva essere un fastidioso intralcio alle ambizioni statunitensi.
Washington cominciò ad accelerare i tempi nell'estate del '43 poiché Francia e Inghilterra avevano avviato una serie di contatti diplomatici per far incontrare e pacificare Houston e Santa Anna affinché il Texas restasse indipendente. Già nell'ottobre del '43 cominciarono i primi negoziati USA-Texas per l'annessione e a nulla valsero gli sforzi di alcune fazioni texane e statunitensi e delle potenze europee per farli fallire. Presidente del Texas nel 1844 era divenuto Anson Jones.
In ultimo si giocò anche la carta del riconoscimento da parte del Messico, giunto ad Austin nel giugno del 1845.
La decisione i Texani ormai l'avevano presa e di questi tentativi devianti non tennero conto sia il Congresso texano, che il 4 luglio 1845 approvò in via definitiva l'annessione, sia i cittadini, che il 13 ottobre 1845, con 4254 voti a favore e 257 contro, dissero nuovamente sì all'ingresso del Texas nell'Unione. Il 29 dicembre 1845 la presidenza di James Knox Polk firmerà il decreto che faceva del Texas il XXVIII stato dell'Unione.

## Presidenti
- Marzo - ottobre 1836 David G. Burnet (interim)
- 1836-1838 Sam Houston
- 1838-1841 Mirabeau Bonaparte Lamar
- 1841-1844 Sam Houston
- 1844-1846 Anson Jones